# Igreja de Nossa da Esperança (Norte Pequeno)

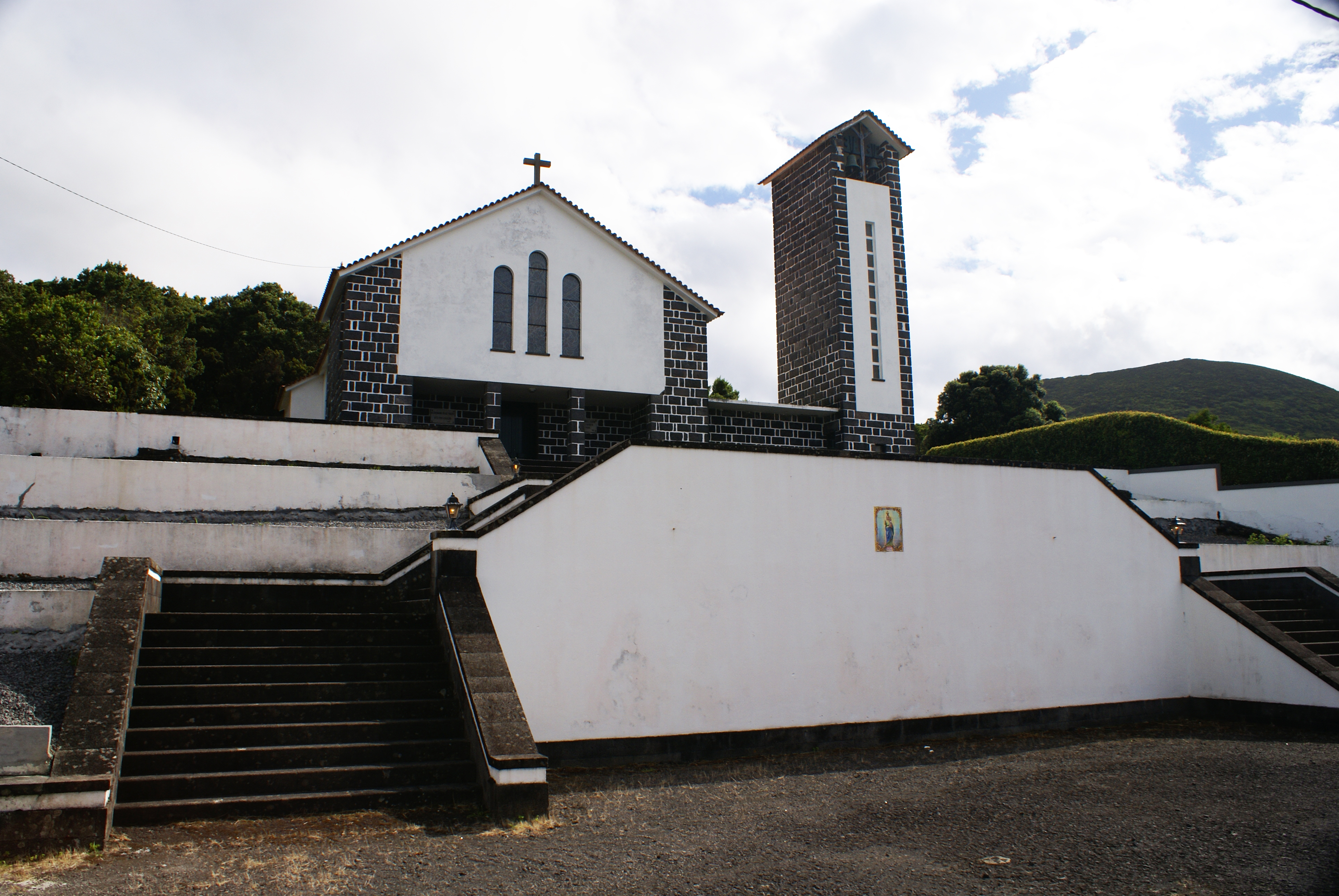
Igreja de Nossa da Esperança, Norte Pequeno.

A Igreja de Nossa Senhora da Esperança é um templo religioso cristão português localizado no lugar do Norte Pequeno, freguesia do Capelo, no concelho da Horta, na ilha do Faial, no arquipélago dos Açores.
Este templo dedicado à evocação de Nossa Senhora da Esperança, apesar de não ser uma paróquia por direito próprio exerce essa função dada a distância do povoado do Norte Pequeno com a sede da paróquia. A bênção deste templo ocorreu em 1963.
Apresenta um traço arquitectónico de cariz modernista, com linhas rectas e planas. A torre sineira tem 13 metros de altura.
A imagem de Nossa Senhora da Esperança, que existe no interior do templo é do século XVIII e encontra-se em bom estado de conservação, até porque recentemente foi sujeita a restauro. Antes de vir para este templo encontrava-se numa ermida localizada no lugar da Malha.
Em 1994 foi adicionado a esta igreja um altar e um ambão em pedra e em 1999 um tríptico de vitrais.